# Olga Semeniuk-Patkowska
Olga Ewa Semeniuk-Patkowska (ur. 5 grudnia 1988 w Warszawie) – polska urzędniczka państwowa, działaczka samorządowa i organizacji pozarządowych, wiceminister w resortach do spraw rozwoju (2020–2023), pełnomocnik rządu ds. małych i średnich przedsiębiorstw (2021–2023), posłanka na Sejm X kadencji (od 2023).

## Życiorys
Absolwentka Międzywydziałowych Studiów Wschodniosłowiańskich na Uniwersytecie Warszawskim, tytuł licencjata uzyskała na Wydziale Lingwistyki Stosowanej UW (2010). Kształciła się też na Wydziale Administracji i Nauk Społecznych Politechniki Warszawskiej i w studium w Krajowej Szkole Administracji Publicznej. Odbyła staż w Kancelarii Prezydenta (2009–2010), pracowała też jako dziennikarka w miesięczniku „Parlamentarzysta” oraz w tygodniku „Wprost”.
W 2011 zaangażowała się w działalność polityczną w ramach Forum Młodych PiS i następnie Prawa i Sprawiedliwości. Została bliską współpracowniczką polityka Michała Dworczyka, działała w związanych z nim organizacjach Fundacja Wolność i Demokracja oraz Europejski Instytut na rzecz Demokracji. Koordynowała projekty popularyzujące historię, m.in. „Bieg Pamięci Żołnierzy Wyklętych – Tropem Wilczym” i „Strażnicy Narodowej Pamięci”, była też konsultantką OBWE. W latach 2016–2019 pracowała jako doradczyni Dworczyka w Ministerstwie Obrony Narodowej i Kancelarii Premiera. W 2014 została wybrana radną stołecznej dzielnicy Wola, a w 2018 – do rady miejskiej Warszawy. W 2019 bezskutecznie kandydowała do Sejmu w okręgu warszawskim (zdobyła 2179 głosów).
2 stycznia 2020 została powołana na stanowisko podsekretarza stanu w Ministerstwie Rozwoju. 19 października tego samego roku powołana na tożsame stanowisko w Ministerstwie Rozwoju, Pracy i Technologii, a dwa dni później, 21 października, została powołana przez prezydenta Polski Andrzeja Dudę w skład Rady Dialogu Społecznego.
17 sierpnia 2021 otrzymała, z rąk premiera Mateusza Morawieckiego, akt powołania na podsekretarza stanu w Ministerstwie Rozwoju i Technologii. W tym samym miesiącu została powołana na Pełnomocnika Rządu ds. Małych i Średnich Przedsiębiorstw. 22 października tego samego roku wybrano ją na przewodniczącą Rady Polskiej Agencji Kosmicznej. 26 października 2021 awansowana przez premiera Mateusza Morawieckiego na sekretarza stanu w Ministerstwie Rozwoju i Technologii.
W wyborach parlamentarnych w 2023 kandydowała do Sejmu z 5. miejsca listy Prawa i Sprawiedliwości w okręgu olsztyńskim. Uzyskała mandat posła, otrzymując 14 183 głosy. W grudniu tego samego roku zakończyła pełnienie funkcji w administracji rządowej. W wyborach do Parlamentu Europejskiego w 2024 bezskutecznie kandydowała z okręgu nr 3.  W październiku 2024 weszła w skład komitetu wykonawczego PiS.

## Wyniki w wyborach ogólnopolskich
| Wybory | Komitet wyborczy                | Komitet wyborczy       | Organ            | Okręg          | Wynik        |
| ------ | ------------------------------- | ---------------------- | ---------------- | -------------- | ------------ |
| 2019   |                                 | Prawo i Sprawiedliwość | Sejm IX kadencji | nr 19          | 2179 (0,16%) |
| 2023   | Sejm X kadencji                 | Prawo i Sprawiedliwość | nr 35            | 14 183 (3,63%) |              |
| 2024   | Parlament Europejski X kadencji | Prawo i Sprawiedliwość | nr 3             | 7137 (1,04%)   |              |

## Życie prywatne
W grudniu 2021 wiceminister finansów Piotr Patkowski poinformował o zaręczynach z Olgą Semeniuk, 26 listopada 2022 pobrali się.